# Cremnops papuanus
Cremnops papuanus är en stekelart som först beskrevs av Cameron 1907.  Cremnops papuanus ingår i släktet Cremnops och familjen bracksteklar. Inga underarter finns listade i Catalogue of Life.